# Универсиада (зала)
 Тази статия е за залата в София.  За спортното състезание вижте Универсиада.  
„Универсиада“ е многофункционална зала в София, в която се провеждат спортни срещи, концерти, церемонии, конгреси, изложения и други мероприятия.
Построена е за домакинството на София на Световните студентски летни игри (лятна универсиада) през 1961 г.

## Описание
Сградата е проектирана от архитектите Александър Баров, Иван Иванчев, Иван Татаров, Дончо Владишки. Тя е пример за въвеждането на модерната архитектура в България през периода на социализма. След 1956 г. архитектурата в социалистическа България се модернизира и приема модели от международни стилове като разновидности на модернизма – функционализъм, брутализъм.
Сградата има крупен и изчистен обем, новаторски за времето и мястото, в което е строена, нейните обеми следват функционалната употреба на архитектурата. Залата разполага с около 2300 места.

## Събития
Концерти
- 1993: Назарет[1]
- 2007: Йон Андерсън (Йес) – солов концерт, „София мюзик джем 2007“[2][3]
- 2009: Mr. Big – „Арена музика 2009“[4][5]
- 2009: Ice Cube изнася концерт[6]
- 2009: Пауър метъл групите Bloodbound, Sabaton и Хамърфол изнасят концерт[7]
- 2011: Children Of Bodom, Ensiferum, Machinae Supremacy
- 2011: IX годишни музикални награди на Планета ТВ
- 2013: Sabaton, Eluveitie и Wisdom изнасят концерт

Други
През декември 2008 г. в зала „Универсиада“ се провежда първото американско кеч шоу в историята на България. Сред участниците са звезди като Роб Ван Дам, Рене Дюпри, Х-Пак и Scotty 2 Hotty.